# Shoufu/Hai
Shoufu/Hai (娼婦／廃?) är det japanska rockbandet MUCC:s första CD-singel, släppt den 9 juni 2000 - samtidigt som andraupplagan av bandets första album, Antique. Singeln trycktes i en begränsad upplaga på 5 000 exemplar. Både "Shoufu" och "Hai" återfanns senare på albumet Tsuuzetsu från 2001.

## Låtlista
1. "Shoufu" (娼婦, Luder)
2. "Hai" (廃, Kvarlevor)

Singeln innehåller dessutom ett dolt spår, "Boku no..." (ボクノ｡｡｡, Min...), som är spår nummer 69 på skivan.